# Freestyle-Skiing-Juniorenweltmeisterschaften 2003
Die 1. FIS Freestyle-Skiing-Juniorenweltmeisterschaften fanden vom 14. bis zum 16. Februar 2003 im Marble Mountain statt. Ausgetragen wurden Wettkämpfe im Aerials, Moguls, Dual Moguls und Halfpipe.

## Medaillenspiegel
| Platz | Land                | Gold | Silber | Bronze | Gesamt |
| ----- | ------------------- | ---- | ------ | ------ | ------ |
| 1     | Vereinigte Staaten  | 3    | 3      | 1      | 7      |
| 2     | Frankreich          | 1    | 1      | 1      | 3      |
| 3     | Japan               | 1    | 1      | -      | 2      |
| 4     | Russland            | 1    | -      | 3      | 4      |
| 5     | Belarus             | 1    | -      | 1      | 2      |
| 5     | Kanada              | 1    | -      | 1      | 2      |
| 7     | Volksrepublik China | -    | 2      | -      | 2      |
| 7     | Australien          | -    | 2      | -      | 2      |
|       | Gesamt              | 8    | 9      | 7      | 24     |

## Ergebnisse Frauen

### Aerials
| Platz | Land                | Sportlerin         | Punkte |
| ----- | ------------------- | ------------------ | ------ |
| 1     | Russland            | Anna Sukal         | 162,65 |
| 2     | Volksrepublik China | Dai Shuangfei      | 158,61 |
| 3     | Russland            | Anna Belikh        | 150,68 |
| 4     | Ukraine             | Vira Donat         | 143,59 |
| 5     | Volksrepublik China | Zhao Shanshan      | 141,30 |
| 6     | Ukraine             | Olha Wolkowa       | 130,61 |
| 7     | Volksrepublik China | Song Shuyao        | 126,88 |
| 8     | Vereinigte Staaten  | Christina Craddock | 123,57 |
| 9     | Vereinigte Staaten  | Sharlee Stebel     | 118,12 |
| 10    | Kanada              | Jacquie Brown      | 109,99 |

Datum: 15. Februar 2003

Es waren 13 Teilnehmerinnen am Start.

### Moguls
| Platz | Land               | Sportlerin         | Punkte |
| ----- | ------------------ | ------------------ | ------ |
| 1     | Vereinigte Staaten | Hannah Kearney     | 24,97  |
| 2     | Vereinigte Staaten | Jessica Davis      | 23,28  |
| 3     | Vereinigte Staaten | Lauren Crawford    | 23,22  |
| 4     | Russland           | Nadeschda Waganowa | 22,13  |
| 5     | Japan              | Azusa Ito          | 21,77  |
| 6     | Vereinigte Staaten | Eliza Outtrim      | 21,73  |
| 7     | Russland           | Ekaterina Radigina | 21,46  |
| 8     | Russland           | Olga Orlova        | 21,02  |
| 9     | Deutschland        | Veronika Bichlmayr | 20,65  |
| 10    | Australien         | Davina Williams    | 20,57  |

Datum: 14. Februar 2003

Es waren 24 Teilnehmerinnen am Start.

### Dual Moguls
| Platz | Land               | Sportlerin         |
| ----- | ------------------ | ------------------ |
| 1     | Vereinigte Staaten | Hannah Kearney     |
| 2     | Vereinigte Staaten | Jessica Davis      |
| 3     | Russland           | Nadeschda Waganowa |
| 4     | Australien         | Davina Williams    |
| 5     | Deutschland        | Veronika Bichlmayr |
| 6     | Vereinigte Staaten | Lauren Crawford    |
| 7     | Vereinigte Staaten | Alexandra Teng     |
| 8     | Russland           | Olga Orlova        |

Datum: 16. Februar 2003

Es waren 24 Teilnehmerinnen am Start.

### Halfpipe
| Platz | Land               | Sportlerin      | Punkte |
| ----- | ------------------ | --------------- | ------ |
| 1     | Vereinigte Staaten | Jen Hudak       | 49     |
| 2     | Australien         | Davina Williams | 43     |
| 3     | Kanada             | Kendra Perry    | 36     |
| 4     | Australien         | Zoe Booth       | 35     |
| 5     | Australien         | Anna Segal      | 33     |
| 6     | Kanada             | Jenny Crichton  | 19     |

Datum: 15. Februar 2003

Es waren sieben Teilnehmerinnen am Start.

## Ergebnisse Männer

### Aerials
| Platz | Land                | Sportler           | Punkte |
| ----- | ------------------- | ------------------ | ------ |
| 1     | Belarus             | Dsjanis Ossipou    | 189,03 |
| 2     | Volksrepublik China | Sun Peng           | 185,48 |
| 3     | Belarus             | Zimafej Sliwez     | 184,06 |
| 4     | Russland            | Jewgeni Brailowski | 183,71 |
| 5     | Schweiz             | Renato Ulrich      | 177,67 |
| 6     | Russland            | Wladimir Lebedew   | 170,71 |
| 7     | Volksrepublik China | Li Ke              | 169,33 |
| 8     | Volksrepublik China | Yue Hai Tao        | 163,53 |
| 9     | Schweiz             | Thomas Lambert     | 157,46 |
| 10    | Volksrepublik China | Liu Zhongqing      | 141,70 |

Datum: 15. Februar 2003

Es waren 16 Teilnehmer am Start.

### Moguls
| Platz | Land               | Sportler            | Punkte |
| ----- | ------------------ | ------------------- | ------ |
| 1     | Japan              | Nobuyuki Nishi      | 23,94  |
| 2     | Vereinigte Staaten | Tim Preston         | 23,69  |
| 3     | Frankreich         | Antoine Perrin      | 23,31  |
| 4     | Frankreich         | Gregoire Dufosse    | 23,08  |
| 5     | Russland           | Ruslan Scharifullin | 22,99  |
| 6     | Russland           | Andrey Panitsky     | 22,96  |
| 7     | Schweden           | Olle Daunfeldt      | 22,50  |
| 8     | Frankreich         | Ludovic Didier      | 21,89  |
| 9     | Schweden           | Emanuel Hedvall     | 21,06  |
| 10    | Finnland           | Mikko Piippolainen  | 20,67  |

Datum: 14. Februar 2003

Es waren 38 Teilnehmer am Start.

Weitere Teilnehmer aus deutschsprachigen Ländern:

 Renato Forster: 13. Platz

 Lorenz Hilbert: 25. Platz

### Dual Moguls
| Platz | Land               | Sportler            |
| ----- | ------------------ | ------------------- |
| 1     | Kanada             | Tom Mazur           |
| 2     | Japan              | Takumi Ootani       |
| 3     | Russland           | Ruslan Scharifullin |
| 4     | Russland           | Andrey Panitsky     |
| 5     | Vereinigte Staaten | Justin Filskov      |
| 6     | Vereinigte Staaten | Nick Hanscom        |
| 7     | Japan              | Nobuyuki Nishi      |
| 8     | Finnland           | Mikko Piippolainen  |

Datum: 16. Februar 2003

Es waren 36 Teilnehmer am Start.

Weitere Teilnehmer aus deutschsprachigen Ländern:

 Renato Forster: 9. Platz

 Lorenz Hilbert: 9. Platz

### Halfpipe
| Platz | Land               | Sportler         | Punkte |
| ----- | ------------------ | ---------------- | ------ |
| 1     | Frankreich         | Aurélien Fornier | 85     |
| 2     | Australien         | Davey Bowe       | 68     |
| 2     | Frankreich         | Mickael Moh      | 68     |
| 4     | Frankreich         | Laurent Favre    | 65     |
| 5     | Finnland           | Joonas Kuoksa    | 57     |
| 6     | Vereinigte Staaten | Stefan Thomas    | 31     |

Datum: 15. Februar 2003

Es waren 18 Teilnehmer am Start.

Weitere Teilnehmer aus deutschsprachigen Ländern:

 Lorenz Hilbert: 11. Platz

 Mattias Menzli: 14. Platz